# Saint-Vincent-de-Mercuze
Saint-Vincent-de-Mercuze ist eine französische Gemeinde mit 1.520 Einwohnern (Stand: 1. Januar 2022) im Département Isère in der Region Auvergne-Rhône-Alpes; sie gehört zum Arrondissement Grenoble und zum Kanton Haut-Grésivaudan. Die Einwohner werden Rutissons genannt.

## Geografie
Saint-Vincent-de-Mercuze ist eine Gemeinde im Grésivaudan und liegt im Chartreuse-Gebirge. Die Isère begrenzt die Gemeinde im Osten. Umgeben wird Saint-Vincent-de-Mercuze von den Nachbargemeinden Sainte-Marie-du-Mont im Norden und Westen, La Flachère im Norden, Sainte-Marie-d’Alloix im Norden und Nordosten, Le Cheylas im Osten, Goncelin im Südosten, Le Touvet im Süden sowie Saint-Bernard im Südwesten.
Durch die Gemeinde führt die Autoroute A41. 

## Geschichte
Von 1973 bis 1984 war die Gemeinde mit der Nachbarkommune Sainte-Marie-du-Mont zusammengelegt. 

## Bevölkerungsentwicklung
| Jahr                       | 1962 | 1968 | 1975 | 1982 | 1990 | 1999 | 2006 | 2018 |
| -------------------------- | ---- | ---- | ---- | ---- | ---- | ---- | ---- | ---- |
| Einwohner                  | 447  | 433  | 572  | 802  | 1060 | 1360 | 1383 | 1512 |
| Quellen: Cassini und INSEE |      |      |      |      |      |      |      |      |

## Sehenswürdigkeiten
- Kirche Saint-Vincent
- Schloss Montalieu
- altes Hüttenwerk aus dem 18. Jahrhundert, Monument historique
- Denkmal für Ernest Doudart de Lagrée

|  |

## Persönlichkeiten
- Ernest Doudart de Lagrée (1823–1868), Forschungsreisender in China